# Horizontal Falls

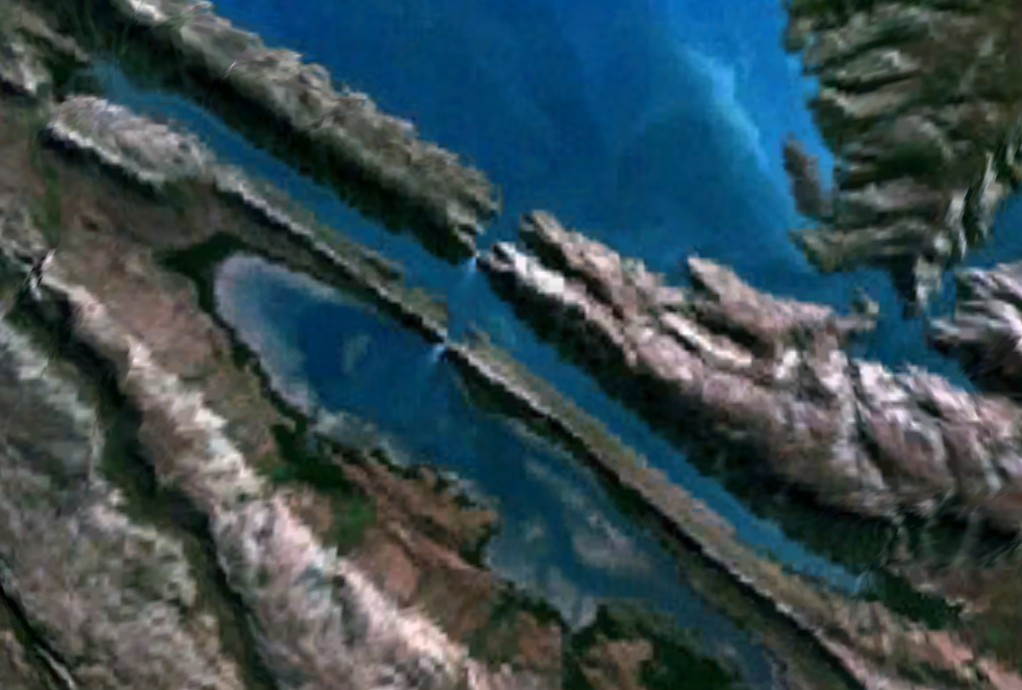
Image satellite de la baie de Talbot avec les deux parties des Horizontal Falls.

Les Horizontal Falls ou Horizontal Waterfalls, toponymes anglais signifiant littéralement en français « cascades horizontales », sont deux courants de marée situés en Australie, dans la région du Kimberley en Australie-Occidentale. La marée, lors du flot ou du jusant, remplit ou vide la petite baie de Talbot qui communique avec la mer de Timor successivement via deux détroits d'une dizaine et d'une vingtaine de mètres de largeur. La dénivellation de la surface de l'eau crée ainsi un puissant courant marin qui fait penser à une chute d'eau.